# The Back Seat of My Car
The Back Seat of My Car (englisch für: Der Rücksitz meines Autos) ist ein Lied des britischen Musikers Paul McCartney und seiner Ehefrau Linda McCartney, das 1971 als Single A-Seite veröffentlicht wurde. Komponiert wurde es von Paul McCartney. Es war die zweite Singleveröffentlichung in Großbritannien von Paul McCartney nach dessen Trennung von den Beatles.

## Hintergrund

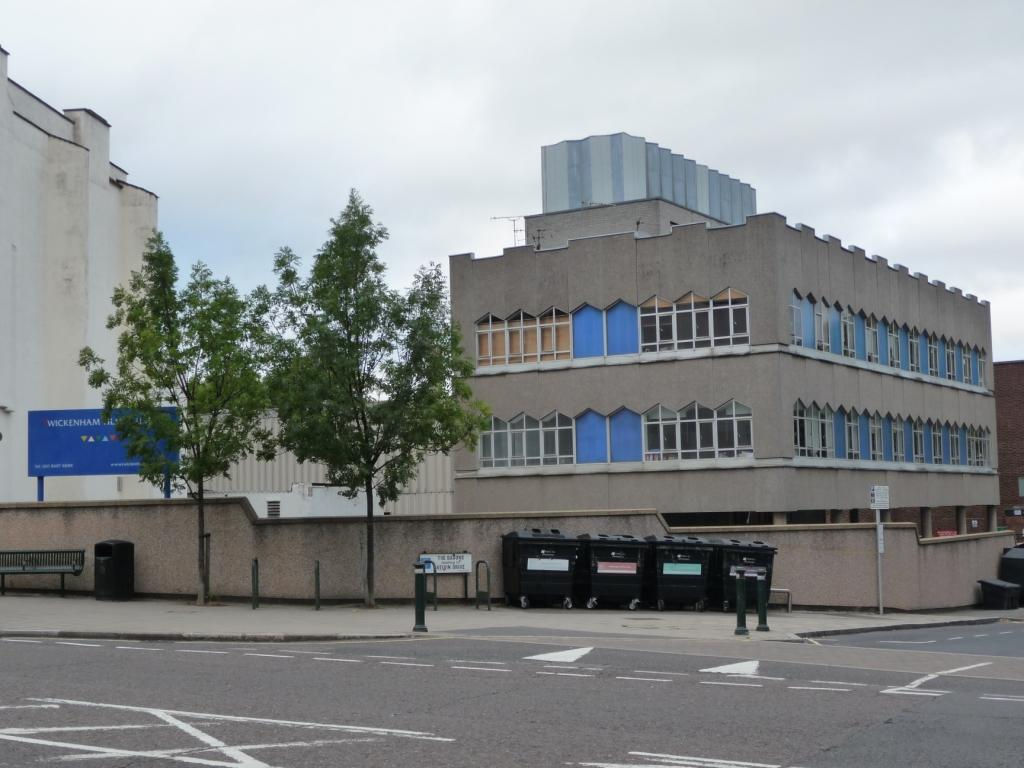
Twickenham Film Studios

Paul McCartney sang das Lied The Back Seat of My Car am 14. Januar 1969 in den Twickenham Film Studios während der Get Back/Let It Be-Sessions der Beatles. Das Lied war noch nicht vollständig komponiert und der Text war ebenfalls unvollständig, McCartney sang es mehrere Minuten lang am Klavier. Diese Version ist teilweise im zweiten Teil der dreiteiligen Dokumentation The Beatles: Get Back aus dem Jahr 2021 zu sehen. Eine Verwendung für das letzte aufgenommene Album der Beatles Abbey Road erfolgte nicht.
Laut McCartney wurden dieser Song von den langen Roadtrips inspiriert, die er und seine Frau Linda unternahmen. Das Lied ist eine Hommage an die Teenagerträume, die von US-amerikanischen Musikgruppen wie den Beach Boys besungen wurden. McCartneys Produktion enthält Gesangsharmonien im Stil von Brian Wilson und eine umfangreiche Instrumentierung einschließlich einer orchestralen Begleitung von den New York Philharmonic Orchestra, arrangiert von George Martin, McCartney dirigierte die Orchestermusiker. Der damalige Toningenieur Phil Ramone sagte dazu: „Das Lustige ist, dass etwa 20 % des Orchesters nicht wussten, wer er (Paul McCartney) war. Sie waren klassische Musiker.“
McCartney sagte 2001 über das Lied: „Back Seat Of My Car ist sehr romantisch: ‚Wir können es nach Mexiko-Stadt schaffen.‘ (zitierte Textzeile) Das ist ein echter Teenager-Song, mit dem stereotypen Elternteil, der nicht einverstanden ist, und die beiden Liebenden werden es mit der Welt aufnehmen: ‚Wir glauben, dass wir uns nicht irren können.‘ (zitierte Textzeile)“
Wie einige der Songs auf dem Album Ram interpretierte John Lennon es als Angriff auf ihn und Yoko Ono, vor allem im Refrain „We believe that we can’t be wrong“. „Nun“, antwortete er, „ich glaube, dass Sie sich einfach irren könnten.“
In Großbritannien entschied die Schallplattengesellschaft The Back Seat of My Car als Single aus dem Album Ram auszukoppeln, während man sich in den USA für den Titel Uncle Albert/Admiral Halsey und in Kontinentaleuropa für die Singleauskopplung Eat at Home entschied.
Die Single The Back Seat of My Car erreichte Platz 39 in den britischen Charts.

## Aufnahme
The Back Seat of My Car wurde am 22. Oktober 1970 während der Aufnahmen zum Album Ram in den New Yorker CBS Studios mit Paul und Linda McCartney als Produzenten aufgenommen. Tom Geelan und Phil Ramone waren Toningenieure der Aufnahmen. Im Januar 1971 folgten weitere Overdub-Aufnahmen in den A&R Studios in New York und im März und April in den Sunset Sound Recorders Studio in Los Angeles. Die Abmischung des Liedes erfolgte ebenfalls in den Sunset Sound Recorders Studio im April.
Besetzung:
- Paul McCartney: Gesang, E-Gitarre, Bassgitarre, Klavier
- Linda McCartney: Hintergrundgesang
- Hugh McCracken: E-Gitarre
- Denny Seiwell: Schlagzeug
- Ron Carter: Kontrabass
- David Nadien: Violine
- Marvin Stamm, Mel Davis, Ray Crisara, Snooky Young: Blechbläser
- New York Philharmonic Orchestra
- George Martin: Arrangeur

## Veröffentlichung
- Am 17. Mai 1971 wurde das Album Ram in den USA (Großbritannien: 28. Mai) veröffentlicht, das unter anderen The Back Seat of My Car enthält.
- In Großbritannien wurde The Back Seat of My Car mit der B-Seite Heart of the Country,[3] am 13. August 1971 veröffentlicht.
- Am 7. Juni 1993[4] wurde die CD in einer remasterten Version veröffentlicht.[5]
- Im Mai 2012 wurde Ram, erneut remastert, vom Musiklabel Hear Music/Concord Music Group als Teil der Paul McCartney Archive Collection veröffentlicht.
- The Back Seat of My Car erschien am 7. Mai 2001 auf dem Kompilationsalbum auf Wingspan: Hits and History und am 10. Juni 2016 auf Pure McCartney (4CD Box).
- Am 2. Dezember 2022 wurde die Singlebox The 7″ Singles Box veröffentlicht, die auch The Back Seat of My Car enthält.

## Thrillington
Kurz nach der Veröffentlichung von Ram beauftragte Paul McCartney den Arrangeur Richard Anthony Hewson damit, eine orchestrale Fassung des Albums zu verfassen und diese aufzunehmen. Das fertige Album erschien allerdings erst am 29. April 1977 in Großbritannien (16. Mai 1977 in den USA) unter dem Titel Thrillington.